# Sarindoides violaceus
Sarindoides violaceus Mello-Leitão, 1922 è una specie di ragno della famiglia Salticidae, diffuso in Brasile.
È l'unica specie del genere Sarindoides.